# 널빤지
널빤지는 넓게 켠 나뭇조각이다.

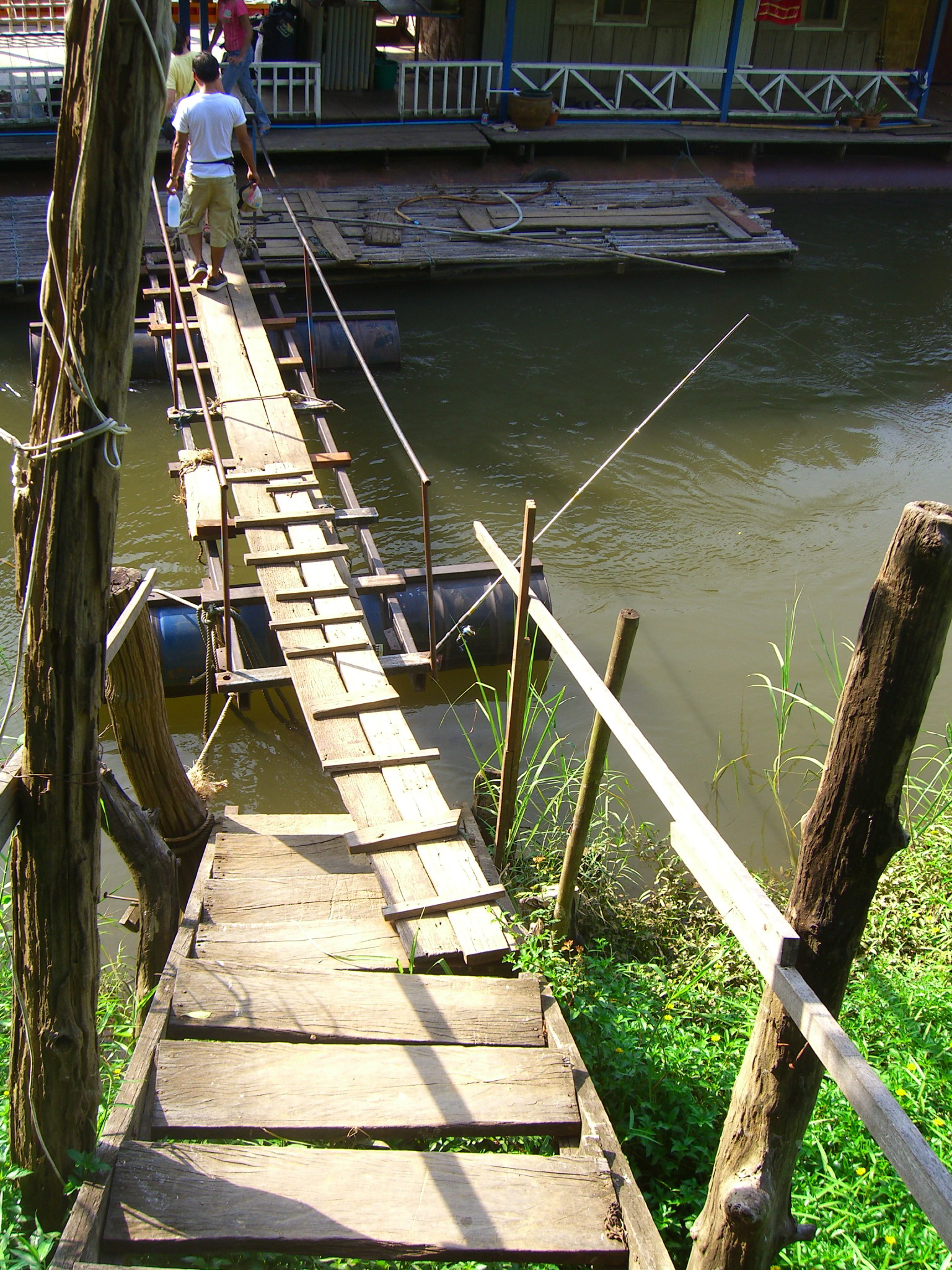
널빤지로 지은 다리

널빤지는 편평하고 길쭉하며 평행한 면이 너비보다 높고 긴 직사각형의 목재이다. 주로 목공에 사용되는 널빤지는 선박, 주택, 교량 및 기타 여러 구조물의 건설에 중요하다. 널빤지는 선반과 테이블을 형성하는 지지대 역할도 한다.

## 같이 보기
- 목재